# Bedford M-Series
Bedford M-Series — це лінійка шасі комерційних автомобілів, перші варіанти якої були виготовлені компанією Bedford у 1939 році. Це звичайне кероване 4-колісне шасі, призначене для перевезення вантажу 2-3 тонни. Було запропоновано дві довжини колісної бази — 10' 0" або 11' 11" — і кожна була оснащена стандартним 6-циліндровим бензиновим двигуном потужністю 76 к.с. 4-швидкісна коробка передач з однодисковим сухим зчепленням передавала потужність на плаваючу задню вісь зі спірально-конічною головною передачею. Гальма були гідравлічним типом Lockheed з вакуумною підтримкою, що працювало на всіх чотирьох колесах.